# Карабин јуришних (четничких) одреда М1924ЧК
За потребе Јуришних одреда Југословенске војске у Војнотехничком заводу у Крагујевцу је на основу извозног карабина М24ФН, кратке чехословачке жандармеријске пушке и мускетона конструисан нови модел карабина. Пушка је носила ознаку М1924ЧК.
О овом оружју је сачувано веома мало података. Није познат тачан број произведених примерака, али се на основу серијских бројева сачуваних пушака може закључити да их није било више од три хиљаде. Позната су само три сачувана примерка: један у Војном музеју у Београду, један у Музеју револуције у Љубљани и један у музеју „Застава оружја”. Поуздано се зна да производња у Војнотехничком заводу у Крагујевцу није почела пре маја 1940. године.
Ознака ЧК је скраћеница за „четнички карабин", јер је првобитно било предвиђено да се „Јуришни одреди“ зову „Четнички одреди“.

## Опис и особине
Пушка је скраћена по угледу на већ постојећу „соколску пушку“, намењену обуци омладине у гађању. У конструктивном смислу је идентична са пушком М1924 производње ВТЗ Крагујевац, по чијем је предлошку направљена. Ручица затварача је савијена надоле ради лакше манипулације оружјем. Овакво решење је касније примењено код пушке М-48. Дужина цеви је скраћена на 415mm, а цела пушка на 955mm. У предњем делу је непосредно испред постојеће гривне на којој се налази пређица ремника додата још једна, ради бољег увршћења оружја.
Као ни „соколска пушка“, ни овај карабин није био најсрећније решење. Услед краће цеви, одликују га снажан прасак и изузетно јак трзај. Подаци о почетној брзини зрна и прецизности нису доступни, али је врло вероватно да се није истицао ни у једном ни у другом.
Део борбеног комплета је и борбени нож са двостраним сечивом и металном канијом на којој се налази месингана лобања са укрштеним костима, амблем јуришних јединица. који служи као бајонет. Нож је конструисан по угледу на четничке ножеве из балканских ратова и Првог светског рата. У западној литератури се често погрешно назива „бодежом гарде краља Александра“.
Немци су заробљене примерке увели у наоружање и означили шифром G289(j) или именом  , односно „Југословенска комитска пушка 7,9 mm.